# Berville (Val-d’Oise)
Berville egy község Franciaországban. Lakosainak száma 370 fő (2022. január 1.).

## Földrajza
Berville Amblainville, Hénonville, Neuville-Bosc, Arronville és Haravilliers községekkel határos.

## Népessége
| Lakosok száma | 343  | 345  | 351  | 352  | 351  | 350  | 362  | 366  | 370  |
|               | 2013 | 2015 | 2016 | 2017 | 2018 | 2019 | 2020 | 2021 | 2022 |